# Teodoros Pangalos (1938–2023)
Teodoros Pangalos, gr. Θεόδωρος Πάγκαλος (ur. 17 sierpnia 1938 w Eleusis, zm. 31 maja 2023 w Atenach) – grecki polityk, prawnik i ekonomista, parlamentarzysta, minister transportu i komunikacji w 1994, minister spraw zagranicznych w latach 1996–1999, minister kultury w 2000, wicepremier w latach 2009–2012.

## Życiorys
Wnuk generała i polityka Teodorosa Pangalosa był generałem i politykiem. Teodoros Pangalos został absolwentem prawa i ekonomii na Uniwersytecie Narodowym im. Kapodistriasa w Atenach. W 1973 uzyskał doktorat z ekonomii na Université Panthéon-Sorbonne. Pracował jako prawnik i ekonomista.
Był przeciwnikiem wojskowej dyktatury w Grecji z lat 1967–1974. Z tego powodu został pozbawiony greckiego obywatelstwa. Przebywał wówczas na emigracji, gdzie zajmował się działalnością akademicką w Paryżu. Należał do Komunistycznej Partii Grecji. Współtworzył następnie Panhelleński Ruch Socjalistyczny. Stopniowo awansował w strukturze PASOK-u, wchodząc w skład komitetu centralnego i biura wykonawczego partii.
W 1981 został po raz pierwszy wybrany do Parlamentu Grecji z ramienia swojego ugrupowania w okręgu wyborczym Attyka. W każdych wyborach w 1985, czerwcu 1989, listopadzie 1989, 1990, 1993, 1996, 2000, 2004, 2007 oraz 2009 uzyskiwał reelekcję, wykonując mandat deputowanego do 2012. W latach 1989–1993 oraz od 2000 był przedstawicielem Grecji w Zgromadzeniu Parlamentarnym Rady Europy.
W latach 1982–1984 zajmował stanowisko podsekretarza stanu do spraw handlu, a następnie podsekretarza stanu do spraw zagranicznych (1984–1985). W latach 1985–1989 oraz 1993–1994 pełnił funkcję wiceministra spraw zagranicznych. Od 8 lipca do 15 września 1994 był ministrem transportu i komunikacji w rządzie premiera Andreasa Papandreu. Od 22 stycznia 1996 do 18 lutego 1999 sprawował urząd ministra spraw zagranicznych, a od 13 kwietnia do 20 listopada 2000 ministra kultury u Kostasa Simitisa. 7 października 2009 objął stanowisko wicepremiera do spraw koordynacji polityki zagranicznej i obrony oraz polityki gospodarczo-społecznej w rządzie premiera Jorgosa Papandreu. Zajmował je do 17 maja 2012.